# Enoch Banza
Enoch Banza (Helsinki, 4 de febrero del 2000) es un futbolista finés. Su posición es la de delantero y su club es el KTP Kotka de la Veikkausliiga de Finlandia.

## Trayectoria

### Raufoss IL
El 25 de abril de 2021 se da a conocer su llegada al Raufoss IL procedente del HJK Helsinki. Su primer partido con el club fue el 19 de mayo ante Aalesunds FK, empezó como suplente y entró de cambio al minuto 80', al final su equipo terminó ganando el encuentro por marcador de 4-2.
Su primer gol con el equipo lo marcó el 2 de julio en un partido de liga ante el KFUM Oslo, su club terminó cayendo por marcador de 3-2.

### AC Oulu
El 15 de abril de 2022 se hace oficial su llegada al AC Oulu a préstamo durante toda la temporada. Su debut con el club se dio el 17 de abril en un partido de liga ante el FC Ilves Tampere arrancando como titular y saliendo de cambio al 64', su equipo terminaría empatando a dos goles.

## Estadísticas

### Clubes
Actualizado al último partido jugado el 13 de mayo de 2023.
| Klubi-04 · Finlandia | 3.ª                 | 2017                | 20  | 5  | -  | - | - | - | 20  | 5  | 0.20 |
| Klubi-04 · Finlandia | 2.ª                 | 2018                | 14  | 0  | -  | - | - | - | 14  | 0  | 0.00 |
| Klubi-04 · Finlandia | Total               | Total               | 34  | 5  | 0  | 0 | 0 | 0 | 34  | 5  | 0.15 |
| HJK Helsinki · Finlandia | 1.ª                 | 2017                | 6   | 0  | -  | - | - | - | 6   | 0  | 0.00 |
| HJK Helsinki · Finlandia | 1.ª                 | 2018                | 5   | 0  | 3  | 1 | 1 | 0 | 9   | 1  | 0.11 |
| HJK Helsinki · Finlandia | 1.ª                 | 2020                | 0   | 0  | 3  | 0 | - | - | 3   | 0  | 0.00 |
| HJK Helsinki · Finlandia | 1.ª                 | 2021                | 0   | 0  | 1  | 0 | - | - | 1   | 0  | 0.00 |
| HJK Helsinki · Finlandia | Total               | Total               | 11  | 0  | 7  | 1 | 1 | 0 | 19  | 1  | 0.05 |
| KPV Kokkola · Finlandia | 1.ª                 | 2019                | 24  | 4  | 10 | 4 | - | - | 34  | 8  | 0.24 |
| KPV Kokkola · Finlandia | Total               | Total               | 24  | 4  | 10 | 4 | 0 | 0 | 34  | 8  | 0.24 |
| RoPS Rovaniemi · Finlandia | 2.ª                 | 2015                | 16  | 2  | -  | - | - | - | 16  | 2  | 0.13 |
| RoPS Rovaniemi · Finlandia | Total               | Total               | 16  | 2  | 0  | 0 | 0 | 0 | 16  | 2  | 0.13 |
| Raufoss IL · Noruega | 2.ª                 | 2021                | 23  | 1  | 1  | 0 | - | - | 24  | 1  | 0.06 |
| Raufoss IL · Noruega | Total               | Total               | 23  | 1  | 1  | 0 | 0 | 0 | 24  | 1  | 0.06 |
| AC Oulu · Finlandia | 1.ª                 | 2022                | 9   | 1  | 3  | 1 | - | - | 12  | 2  | 0.17 |
| AC Oulu · Finlandia | Total               | Total               | 9   | 1  | 3  | 1 | 0 | 0 | 12  | 2  | 0.17 |
| JäPS · Finlandia | 2.ª                 | 2022                | 9   | 1  | -  | - | - | - | 9   | 1  | 0.11 |
| JäPS · Finlandia | 2.ª                 | 2023                | 5   | 3  | -  | - | - | - | 5   | 3  | 0.60 |
| JäPS · Finlandia | Total               | Total               | 14  | 4  | 0  | 0 | 0 | 0 | 14  | 4  | 0.11 |
| Total en su carrera | Total en su carrera | Total en su carrera | 132 | 17 | 21 | 6 | 1 | 0 | 154 | 23 | 0.15 |
| (1) Incluye datos de Copa de la Liga de Finlandia y Copa de Finlandia. (2) Incluye datos de Liga de Campeones de la UEFA y Liga Europa de la UEFA. (3) No incluye goles en partidos amistosos. |                     |                     |     |    |    |   |   |   |     |    |      |

## Palmarés

### Campeonatos nacionales
| Título            | Club         | País      | Año  |
| ----------------- | ------------ | --------- | ---- |
| Copa de Finlandia | HJK Helsinki | Finlandia | 2017 |
| Veikkausliiga     | HJK Helsinki | Finlandia | 2017 |
| Veikkausliiga     | HJK Helsinki | Finlandia | 2018 |